# Un'altra come te
Un'altra come te è il quinto singolo estratto dall'album Fuori! dei Finley,ha partecipato all'MTV Summer Song classificandosi quinta.

## Formazione
- Marco "Pedro" Pedretti - voce
- Carmine "Ka" Ruggiero - chitarra, voce
- Danilo "Dani" Calvio - batteria, voce